# Roland Kibbee
Roland Kibbee (* 15. Februar 1914 in Monongahela, Pennsylvania; † 5. August 1984 in Encino, Kalifornien) war ein US-amerikanischer Drehbuchautor und Filmproduzent, der seinen Filmen oft eine humoristische Note gab.

## Leben
Kibbee begann seine Laufbahn als Drehbuchautor Mitte der 1940er Jahre. Zu seinen bekanntesten Filmen gehören Eine Nacht in Casablanca  (1946), Der rote Korsar (1952), Südwest nach Sonora  (1966) und Valdez (1971). Bis zu Beginn der 1960er Jahre war er vor allem an Kinofilmen beteiligt, danach verschob sich sein Fokus auf das Fernsehen und die Produktion mehrerer Fernsehserien.  
Er schrieb auch für Fernsehserien, darunter Die Leute von der Shiloh Ranch und Columbo. Kibbee entwickelte zudem die Serien Der zweite Mann (1959–1961) und Ihr Auftritt, Al Mundy (1968–1970). 
Im Jahr 1973 inszenierte er zusammen mit Burt Lancaster den Kriminalfilm Der Mitternachtsmann. Die Produktion war – abgesehen von einer einzigen Folge der Serie Bob Hope Presents the Chrysler Theatre im Jahr 1966 – seine einzige Regiearbeit. 
Für den 1982 veröffentlichten Film Blade Runner verfasste Kibbee die Voice-over-Texte, ohne dafür allerdings im Abspann genannt zu werden.
Die New York Times erinnerte in ihrem Nachruf daran, dass er in seiner langen Laufbahn dreimal mit dem Emmy ausgezeichnet worden war.

## Filmografie (Auswahl)
als Drehbuchautor
- 1946: Eine Nacht in Casablanca (A Night in Casablanca)
- 1949: Flitterwochen mit Hindernissen (Tell it to the Judge)
- 1951: Painting the Clouds with Sunshine
- 1951: Frauenraub in Marokko (Ten Tall Men)
- 1952: Der rote Korsar (The Crimson Pirate)
- 1953: El Khobar – Schrecken der Wüste (The Desert Song)
- 1954: Vera Cruz
- 1956: Charmant und süß – aber ein Biest (Top Secret Affair)
- 1959: Der Teufelsschüler (The Devil's Disciple)
- 1965: Die amourösen Abenteuer der Moll Flanders (The Amorous Adventures of Moll Flanders)
- 1966: Südwest nach Sonora (The Appaloosa)
- 1971: Valdez
- 1973: Columbo: Stirb für mich (Candidate for Crime)

als Produzent
- 1968: Mit eisernen Fäusten (The Scalphunters)